# Norashen, Gegharkunik
Norashen là một đô thị thuộc tỉnh Gegharkunik, Armenia. Dân số ước tính năm 2011 là 553 người.